# Nutrien
Nutrien Ltd est une entreprise canadienne spécialisée dans la production d'engrais. C'est notamment un des plus gros producteurs mondiaux de potasse.

## Histoire
Nutrien est née en 2018 de la fusion entre PotashCorp et Agrium, deux sociétés canadiennes du secteur des engrais.
En février 2019, Nutrien annonce l'acquisition d'Actagro pour 340 millions de dollars.

## Activité
La société est spécialisée dans la production et distribution d'éléments nutritifs pour les cultures, et de produits potassiques,, azotés et phosphatés.

## Principaux actionnaires
Au 19 mars 2020.
| First Eagle Investment Management      | 3,91% |
| The Vanguard Group                     | 2,73% |
| Jarislowsky, Fraser                    | 2,30% |
| Beutel, Goodman & Co                   | 2,30% |
| Caisse de dépôt et placement du Québec | 1,87% |
| BMO Asset Management                   | 1,86% |
| RBC Dominion Securities -IM-           | 1,76% |
| Capital Research & Management -GI-     | 1,62% |
| Capital Research & Management -II-     | 1,46% |
| Dodge & Cox                            | 1,41% |